# Kaliber 30 mm

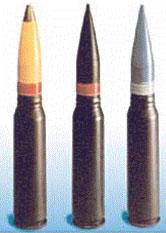
30 × 173-mm-Patronen

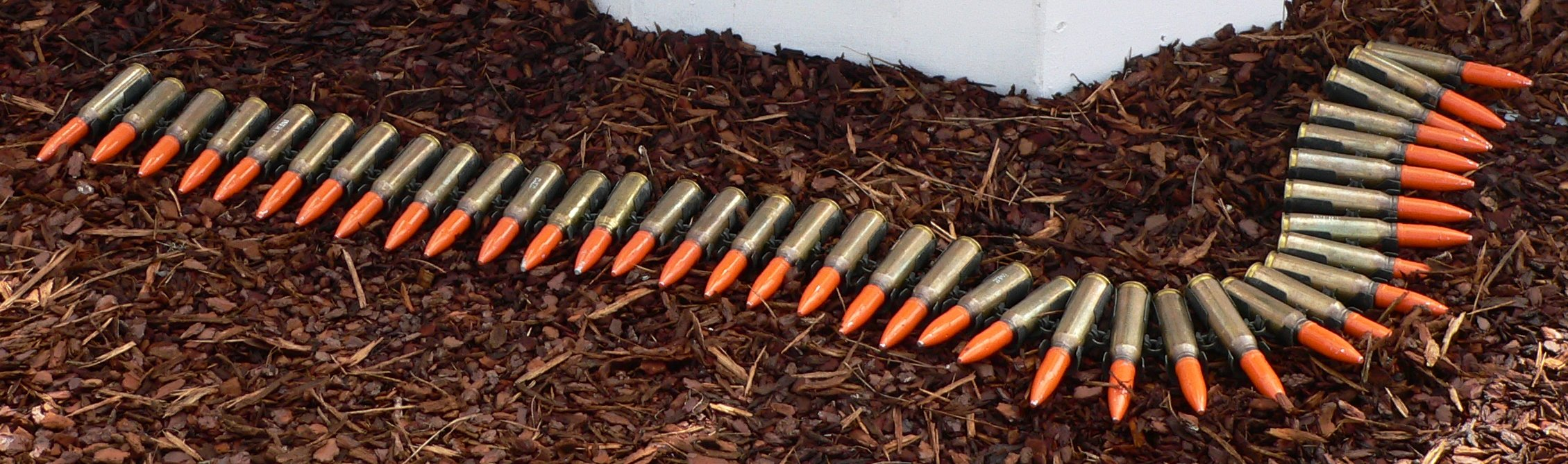
Gegurtete 30-mm-Patronen

Das Kaliber 30 mm ist eine bestimmte Größe von Munition für Maschinenkanonen, die weltweit häufig eingesetzt wird. Beispiele für diese Art von Munition sind die 30 × 173 mm NATO (STANAG 4624), die 30 × 113 mm B und die sowjetische 30×165-mm-Patrone.

## Verwendung

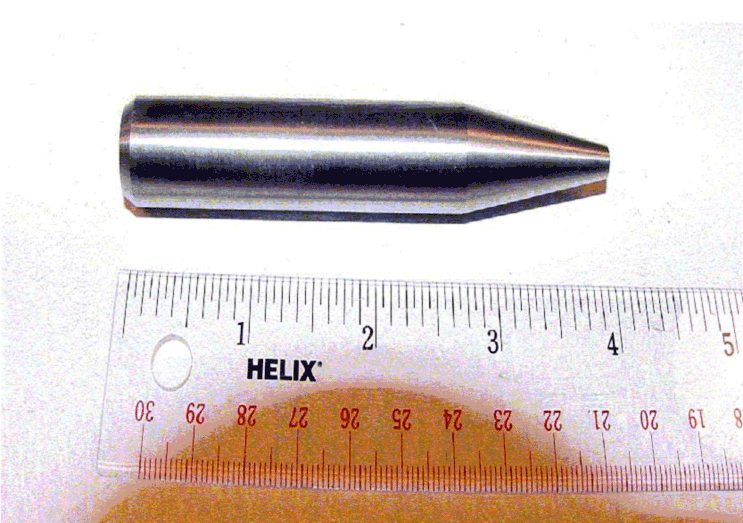
Urankern eines panzerbrechenden DU-Geschosses Kaliber 30 mm (30 × 173 mm)

30-mm-Munition wird für gewöhnlich nicht gegen Personen, sondern eher gegen Materialziele verwendet. Munition dieser Größe kann auch erfolgreich gegen gepanzerte Fahrzeuge und Bunker eingesetzt werden.
Die russischen Streitkräfte setzen ihre 30-mm-Waffen in einer Vielzahl von Flugzeugen (Su-25), Helikoptern (Mi-24, Mi-28, Ka-50) und Panzern (BMP-2, BMP-3, BTR-90) ein. Auch fast alle der von Russland benutzten modernen Flugabwehrkanonen verwenden Kaliber 30 mm. Die Streitkräfte der Vereinigten Staaten verwenden 30-mm-Kanonen in ihren A-10 Thunderbolt II und AH-64-Apache-Helikoptern. Es war auch für das Expeditionary Fighting Vehicle vorgesehen, das Projekt wurde jedoch vorzeitig beendet.

## Verfügbarkeit bei der Bundeswehr
Am 9. November 2022 berichtete das Handelsblatt zu einem Auftrag der Bundeswehr zur Munition für den Schützenpanzer Puma, der von Rheinmetall gemeldet wurde. Demnach sei das „Ordervolumen für die 600.000 Schuss bei 576 Millionen Euro“, was umgerechnet einem Preis von € 976,67 pro Patrone entspricht. Noch im Jahr 2022 war vorgesehen, 25.000 Schuss dieses Auftrags auszuliefern. Nach Angaben von Rheinmetall soll diese erste Charge aus der Munition „DM21 im Kaliber 30 x 173 Millimeter“ bestehen. Später soll auch weitere Munition der Art „KE-TF DM21 sowie KE DM33 für den Schützenpanzer Puma“ geliefert werden.

## Arten von 30-mm-Munition
30 mm lässt sich grob in drei Arten unterteilen: panzerbrechende Munition (AP, englisch für armor piercing), Sprenggranaten (HE, für englisch high explosive) und Übungsmunition. Die AP- und HE-Munition besitzen für gewöhnlich auch die feuererzeugenden Eigenschaften von Brandmunition.

## Beispiele von Waffen mit 30-mm-Munition
30 × 90 mm RB

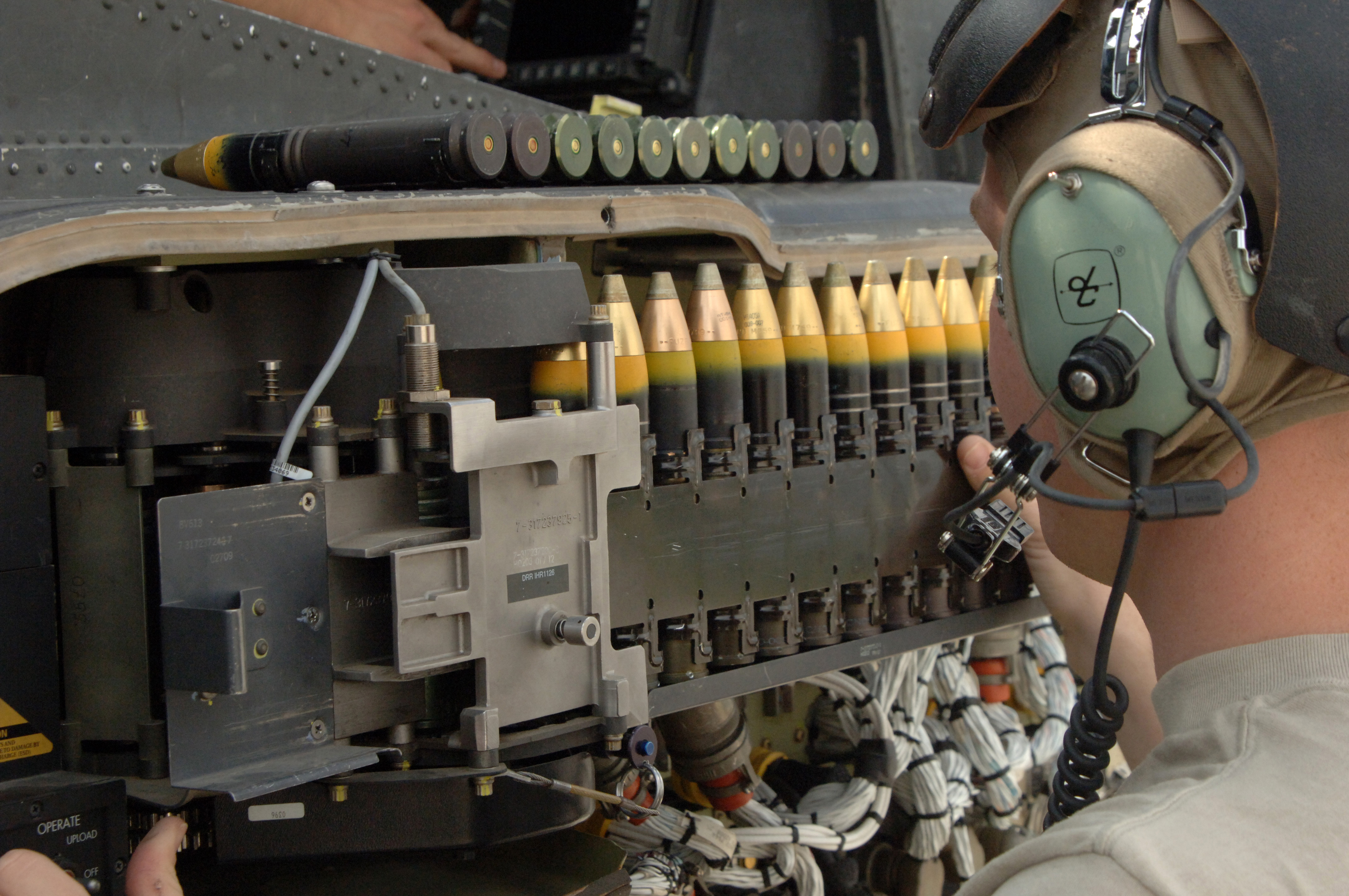
30 × 113-mm-Munition wird in einen AH-64D Apache Longbow geladen

- MK 108 (Deutsches Reich, Zweiter Weltkrieg)

30 × 184 mm RB
- MK 103 (Deutsches Reich, Zweiter Weltkrieg)

30 × 92 mm RB
- 30-mm-Kanone Typ 2 (Japan, Zweiter Weltkrieg)

30 × 113 mm B
- Hughes M230 Chain Gun (Vereinigte Staaten, seit 1975)
- Revolverkanone Royal Small Arms Factory ADEN (Vereinigtes Königreich, seit 1954)
- GIAT-DEFA-Revolverkanonen (Frankreich, seit 1954)
- Nexter-Revolverkanone 30 M 781 (Frankreich)

30 × 114 mm
- Ho-155-Kanone (Japan, Zweiter Weltkrieg)

30 × 122 mm
- 30-mm-Kanone Typ 5 (Japan, Zweiter Weltkrieg)

30 × 150 mm B
- Revolverkanone 30 M791 (Frankreich)

30 × 155 mm B
- Nudelman-Richter NR-30 (Sowjetunion/Russland)

30 × 165 mm
- Grjasew-Schipunow GSch-30-2 (Sowjetunion/Russland)
- Grjasew-Schipunow GSch-301 (Sowjetunion/Russland)
- Grjasew-Schipunow GSch-6-30, Gatling (Sowjetunion/Russland)
- AK-630 CIWS (Sowjetunion/Russland)
- 30-mm-Kanone 2A38 (Sowjetunion/Russland)
- Schipunow-2A42-Maschinenkanone  (Sowjetunion/Russland)
- 2A72-Maschinenkanone (Russland)

30 × 170 mm
- L21A1 RARDEN (Vereinigtes Königreich, seit den 1970ern)
- Oerlikon KCB (Schweiz)

30 × 173 mm
- Oerlikon-Bührle KCA (Schweiz)
- GAU-8 Avenger (Vereinigte Staaten)
- Bushmaster II (Vereinigte Staaten)
- Rheinmetall MK 30 (Deutschland)
- Denel Land Systems EMAK 30 (Südafrika)
- Maadi Griffin 30mm (Vereinigte Staaten)

30 × 184 mm B
- MK 101 (Deutsches Reich, Zweiter Weltkrieg)
- MK 103 (Deutsches Reich, Zweiter Weltkrieg)

30 × 210 mm und 30 × 210 mm B
- 3-cm-Flakzwilling 303
- M53/59 Praga (Tschechoslowakei)
- AK-230 (Sowjetunion)

30 × 250 mm Caseless
- RMK 30, rückstoßfreie Revolverkanone (Deutschland)